# Marjajärvi (Junosuando socken, Norrbotten)
Marjajärvi är en sjö i Pajala kommun i Norrbotten och ingår i Torneälvens huvudavrinningsområde.